# Skogstrollet Rölli – hiskliga historier
Skogstrollet Rölli – hiskliga historier, även känd som Rölli – förfärliga berättelser, (finska: Rölli – hirmuisia kertomuksia) är en finsk film från 1991. Filmen är den den första om skogstrollet Rölli som tidigare känd från Yle TV2:s Lilla tvåan. I filmen, liksom i tv-serien, spelas Rölli av Allu Tuppurainen. Musiken till filmen har också släppts som soundtrack.

## Handling
Soptunnorna försöker ta över Rölliskogen under ledning av översteprästen (Rolf Labbart). Skogen hotas även av leksakstillverkaren Seesteinen (Risto Kaskilahti), som vill göra ett stort nöjescentrum i skogen. Soptunnorna har en egen Gud, "Stora sopor" (Suuri Roska), med stora mängder sopor som hälls i dess mun tills det senare spyr ut designen till den nya soptippen.
Alla invånare i skogen är förtrollade av de nya papperskorgarna som skänks till dem. Den enda som märker att förstörelsen hotar skogen är Maahiskeiju (Sari Mällinen). Han blir försäkrad av Röllis (Allu Tuppurainen) om problemen som skogens inkräktare orsakar, och tillsammans börjar Rölli och Maahiskeiju rädda skogen.

## Rollista
- Allan Tuppurainen – Rölli / berättare / säljfällans utropare (röst)
- Sari Mällinen – jordfen
- Rolf Labbart – överstepräst i det onda imperiet
- Jussi Lampi – Gammelrölli
- Risto Kaskilahti – Reima Seesteinen
- Harri Hyttinen – Yrjö Lerkkanen
- Heikki Kujanpää – invånare i Rölliskogen
- Rauha Puntti – Rölliskogens mormoder i Röllis godssång
- Leo Raivio – Röllis farbror
- Annaleena Sipilä – invånare i Rölliskogen
- Kimmo Taavila – invånare i Rölliskogen
- Suvi Lindstedt – invånare i Rölliskogen
- Martti Pennanen – trädet (röst)
- Sanna Monto – sopkastare
- Helena Pasanen – sopkastare
- Niina Harju – sopkastare
- Jussi Virtanen – sopkastare
- Arvi Koljonen – celebranten i Röllis godssång
- Jukka Moilanen – celebranten i Röllis godssång
- Jari Fluuri – invånare i Rölliskogen
- Mikko Huumonen – invånare i Rölliskogen
- Harri Rautell – invånare i Rölliskogen
- Laura Väisänen – invånare i Rölliskogen
- Olli Soinio – Storsopan (röst)
- Aarne Tanninen – journaliströst i radio

## Soundtrack
Förlag – Musiikki-Laiho Oy, 1991. Musik och text av Allu Tuppurainen. Arrangemang, inspelning och mixning av Kari Hillo / ML-studio.

### Låtar
1. Olipa kerran – 02:30
2. Mielikuvitusta vaan? – 01:50
3. Röllin tavaralaulu – 02:12
4. Maahiskeijun lähtölaulu – 04:28
5. Ystäväni menettänyt oon – 01:55
6. Edullisesti itse kullekin – 02:25
7. Roskanheittäjien messu – 03:18
8. Suuren Roskan tuho – 03:35
9. Me ollaan hänen lapsiaan – 03:50

Några av sångerna har publicerats i sångsamlingen Röllin laulut 3.

## Musiker
- Allu Tuppurainen – sång
- Sari Mlikk – sång i låtarna "Olipa kerran", "Maahiskeijun lähtölaulu" och "Me ollaan hänen lapsiaan"
- Timo Tervo – sång i låten "Edullisesti itse kullekin"

### Kari Hillon studioorkester
- Kari Hillo – orkesterdirigent, akustisk gitarr, elgitarr, bas, trummaskinprogrammering, syntar och bakgrundssång
- Sani Hillo – elgitarrer
- Timo Tervo – bakgrundssång
- Antti Hytti och Jarmo Savolainen – effektmusik och synt